# Мост 51. дивизије
Мост 51. дивизије, познат и као Батински мост, мост је преко реке Дунава на путу који повезује Батину у Барањи и Бездан у Бачкој односно Осијек и Бели Манастир у Хрватској са Сомбором у Бачкој (у Војводини). С барањске стране на мосту завршава државни пут Д212 и тзв. Тенковски пут. Мост је изграђен да повеже не само локално становништво с обе стране Дунава које су тада припадале истој држави Југославији, него и северну Бачку са западним крајевима те државе.

## Историјат
Камен темељац моста положен је 9. маја 1972. године, а градња је почела 2. јуна исте године. Конструкцију моста чине бетонски и челични део. Мост је пројектовала и грађевинске радове изводила беогардска Мостоградња и њени кооперанти, док је челичну конструкцију израдило предузеће "Ганц-Маваг" из Мађарске.
Пројектант целог бетонског дела је инжењер Димитрије Ћертић, а челични део је пројектовао инжењер Бранко Трипало.

### Име моста
Мост је назван именом 51. дивизије у част Батинске битке (11-19. новембар 1944) и славне дивизије која је, заједно с јединицама Црвене армије, у току те битке форсирала Дунав у ширем рејону места где је мост подигнут. У саобраћај га је 10. новембра 1974. године, на 30. годишњицу Батинске битке, пустио генерал армије Коста Нађ, у време битке генерал-лајтнант и командант Главног штаба Војводине.
Колоквијално, Мост 51. дивизије називао се Батински мост. Касније је преовладао тај колоквијални назив, нарочито у Хрватској после отцепљења од Југославије.

### Прелаз преко Дунава
Људи су вековима, прво чамцима, а касније компом (скелом), прелазили Дунав код Батине (Батине Скеле) јер је то једино погодно место између Мохача у Мађарској и ушћа Драве у Дунав. Компа је саобраћала нешто узводније од моста, из центра Батине до чарде на бачкој страни (близу викенд-насеља Барачка). Компом су могли да путују пешаци, кола и мањи камиони. Након изградње моста компа је престала да саобраћа, а за прелаз возила преко моста годинама се наплаћивала мостарина.
Данас се с барањске стране, на месту некадашње бензинске пумпе с десне стране приступног пута до моста, налази хрватски гранични прелаз, док се српски (импровизовани) гранични прелаз налази на месту некадашњих наплатних рампи.

## Технички подаци
Мост је дугачак 638 метара и лежи на једанаест бетонских ступова. Главни пловидбени отвор износи 169 метара. Укупна ширина моста је 11,20 м, ширина колника је 7,5 м, а са сваке стране су пешачке стазе широке 1,75 м.
Мост је сандукастог облика. У њега је уграђено 2.008 тона челика, 8.000 кубних метара бетона, 320 тона бетонског гвожђа у арматурама. На мосту има 13.500 вијака. Са безданске (сомборске) стране изграђен је приступни пут од 2.100 метара, а с батинске (беломанастирске) приступни пут износи 638 метара.
Укупна се вредност моста, заједно с приступним путевима, процењивала на тадашњих 10,5 милијарди старих динара, а сам мост је коштао 8 милијарди. Средства су обезбедиле Општина Сомбор и тадашња Општина Бели Манастир уз осигурање кредита.

## Аутобуски превоз
Пре изградње моста нису постојале директне аутобуске везе између Сомбора и Белог Манастира односно Осијека. Путници су из Сомбора довожени до чарде на Дунаву, компом су прелазили у Батину, а онда другим аутобусом путовали даље (и обрнуто). Заправо, сомборски Севертранс одржавао је линију Сомбор-Осијек, али се путовало на исти начин: аутобусом од Сомбора до Дунава, компом до Батине и другим аутобусом до Осијека. Након што је изграђен мост, та је линија постала директна, а између Белог Манастира и Сомбора директне линије није било још годинама јер се сомборски и осјечки превозник Ауторепаратура нису могли споразумети о подели тура. Ипак, отада су аутобуси из Сомбора возили до центра Батине.

## Рат од 1991. до 1995.
За време рата од 1991. до 1995. године Мост 51. дивизије био је једина веза Барање, која је тада била у саставу Републике Српске Крајине (РСК), с остатком света јер је на Драви био непролазни фронт између РСК и Републике Хрватске, а Мађарска је од краја 1991. године па све до времена тзв. мирне реинтеграције своју границу према Барањи држала затвореном. Зато је тај мост био од животног значаја за снабдевање становништва, привреде и војске. Знајући то, хрватска је страна крајем јануара 1992. године из рејона Копачког рита убацила у рејон Апатина диверзантску групу преобучену у униформе ЈНА с циљем да минира тај мост. Група је откривена и разбијена па намера није успела. Неки припадници групе су ухваћени и осуђени на дугогодишње затворске казне, а неки су успели да побегну.